# Eerste divisie 1999/00 (nacompetitie)/Wedstrijden
Het Nederlandse Eerste divisie voetbal uit het seizoen 1999/00 kende aan het einde van de reguliere competitie een nacompetitie. Alleen de kampioen van de Eerste divisie promoveerde rechtstreeks naar de Eredivisie. Behalve de vier periodekampioenen en de twee hoogst geklasseerde clubs zonder periodetitel namen ook de nummers 16 en 17 van de eredivisie hieraan deel. De acht clubs werden verdeeld over twee poules, beide poulewinnaars veroverden een plaats in de Eredivisie.
Winnaars van deze achtentwintigste editie werden FC Groningen en RBC Roosendaal.

## Speelronde 1

### Groep A
|                   |                  |       |                        |                                                                                   |
| 17 mei 2000 19:30 | Heracles Almelo  | 1 – 1 | Emmen                  | Stadion: Polman Stadion, Almelo Toeschouwers: 5.050 Scheidsrechter: Roelof Luinge |
| 17 mei 2000 19:30 | Rik Platvoet 71' |       | 70' Michel van Oostrum | Stadion: Polman Stadion, Almelo Toeschouwers: 5.050 Scheidsrechter: Roelof Luinge |
| 17 mei 2000 19:30 |                  |       |                        | Stadion: Polman Stadion, Almelo Toeschouwers: 5.050 Scheidsrechter: Roelof Luinge |
| 17 mei 2000 19:30 |                  |       |                        | Stadion: Polman Stadion, Almelo Toeschouwers: 5.050 Scheidsrechter: Roelof Luinge |
|                   |                  |       |                        |                                                                                   |

|                   |                   |       |                                                                        |                                                                               |
| 17 mei 2000 19:30 | MVV               | 1 – 4 | FC Groningen                                                           | Stadion: De Geusselt, Maastricht Toeschouwers: 6.500 Scheidsrechter: Dick Jol |
| 17 mei 2000 19:30 | John Mutsaers 51' |       | 2', 24' Hans Visser 17' (pen.) Gregoor van Dijk 76' Dominique van Dijk | Stadion: De Geusselt, Maastricht Toeschouwers: 6.500 Scheidsrechter: Dick Jol |
| 17 mei 2000 19:30 |                   |       |                                                                        | Stadion: De Geusselt, Maastricht Toeschouwers: 6.500 Scheidsrechter: Dick Jol |
| 17 mei 2000 19:30 |                   |       |                                                                        | Stadion: De Geusselt, Maastricht Toeschouwers: 6.500 Scheidsrechter: Dick Jol |
|                   |                   |       |                                                                        |                                                                               |

### Groep B
|                   |                          |       |                      |                                                                                     |
| 17 mei 2000 19:30 | Cambuur Leeuwarden       | 1 – 1 | FC Zwolle            | Stadion: Cambuurstadion, Leeuwarden Toeschouwers: 6.000 Scheidsrechter: Ruud Bossen |
| 17 mei 2000 19:30 | Sandor van der Heide 64' |       | 28' Dirk Jan Derksen | Stadion: Cambuurstadion, Leeuwarden Toeschouwers: 6.000 Scheidsrechter: Ruud Bossen |
| 17 mei 2000 19:30 |                          |       |                      | Stadion: Cambuurstadion, Leeuwarden Toeschouwers: 6.000 Scheidsrechter: Ruud Bossen |
| 17 mei 2000 19:30 |                          |       |                      | Stadion: Cambuurstadion, Leeuwarden Toeschouwers: 6.000 Scheidsrechter: Ruud Bossen |
|                   |                          |       |                      |                                                                                     |

|                   |                |       |                    |                                                                                 |
| 17 mei 2000 19:30 | RBC Roosendaal | 1 – 1 | Excelsior          | Stadion: De Luiten, Roosendaal Toeschouwers: 2.750 Scheidsrechter: René Temmink |
| 17 mei 2000 19:30 | Iwan Redan 85' |       | 44' Michel Kruijer | Stadion: De Luiten, Roosendaal Toeschouwers: 2.750 Scheidsrechter: René Temmink |
| 17 mei 2000 19:30 |                |       |                    | Stadion: De Luiten, Roosendaal Toeschouwers: 2.750 Scheidsrechter: René Temmink |
| 17 mei 2000 19:30 |                |       |                    | Stadion: De Luiten, Roosendaal Toeschouwers: 2.750 Scheidsrechter: René Temmink |
|                   |                |       |                    |                                                                                 |

## Speelronde 2

### Groep A
|                   |                                           |       |                                  |                                                                             |
| 20 mei 2000 19:30 | Emmen                                     | 2 – 2 | MVV                              | Stadion: Meerdijk, Emmen Toeschouwers: 4.650 Scheidsrechter: Jaap Uilenberg |
| 20 mei 2000 19:30 | Michel van Oostrum 89' Jannes Wolters 90' |       | 86' Thomas Caers 88' Wasiu Taiwo | Stadion: Meerdijk, Emmen Toeschouwers: 4.650 Scheidsrechter: Jaap Uilenberg |
| 20 mei 2000 19:30 |                                           |       |                                  | Stadion: Meerdijk, Emmen Toeschouwers: 4.650 Scheidsrechter: Jaap Uilenberg |
| 20 mei 2000 19:30 |                                           |       |                                  | Stadion: Meerdijk, Emmen Toeschouwers: 4.650 Scheidsrechter: Jaap Uilenberg |
|                   |                                           |       |                                  |                                                                             |

|                   |                                                                        |       |                                            |                                                                                       |
| 21 mei 2000 14:30 | FC Groningen                                                           | 4 – 2 | Heracles Almelo                            | Stadion: Oosterpark, Groningen Toeschouwers: 9.628 Scheidsrechter: Mario van der Ende |
| 21 mei 2000 14:30 | Martin Drent 7' Hans Visser 20' Ivar van Dinteren 82' Tony Alberda 86' |       | 56' Arjan Vermeulen 90' Hendrik van Beelen | Stadion: Oosterpark, Groningen Toeschouwers: 9.628 Scheidsrechter: Mario van der Ende |
| 21 mei 2000 14:30 |                                                                        |       |                                            | Stadion: Oosterpark, Groningen Toeschouwers: 9.628 Scheidsrechter: Mario van der Ende |
| 21 mei 2000 14:30 |                                                                        |       |                                            | Stadion: Oosterpark, Groningen Toeschouwers: 9.628 Scheidsrechter: Mario van der Ende |
|                   |                                                                        |       |                                            |                                                                                       |

### Groep B
|                   |                 |       |                                               |                                                                             |
| 20 mei 2000 19:30 | Excelsior       | 1 – 2 | Cambuur Leeuwarden                            | Stadion: Woudestein, Rotterdam Toeschouwers: 2.650 Scheidsrechter: Dick Jol |
| 20 mei 2000 19:30 | Sjaak Polak 31' |       | 29' Sandor van der Heide 55' Kenneth Goudmijn | Stadion: Woudestein, Rotterdam Toeschouwers: 2.650 Scheidsrechter: Dick Jol |
| 20 mei 2000 19:30 |                 |       |                                               | Stadion: Woudestein, Rotterdam Toeschouwers: 2.650 Scheidsrechter: Dick Jol |
| 20 mei 2000 19:30 |                 |       |                                               | Stadion: Woudestein, Rotterdam Toeschouwers: 2.650 Scheidsrechter: Dick Jol |
|                   |                 |       |                                               |                                                                             |

|                   |                     |       |                            |                                                                                |
| 20 mei 2000 19:30 | FC Zwolle           | 1 – 2 | RBC Roosendaal             | Stadion: Oosterenk, Zwolle Toeschouwers: 5.450 Scheidsrechter: Herman van Dijk |
| 20 mei 2000 19:30 | Marco Roelofsen 74' |       | 37', 48' John van Loenhout | Stadion: Oosterenk, Zwolle Toeschouwers: 5.450 Scheidsrechter: Herman van Dijk |
| 20 mei 2000 19:30 |                     |       |                            | Stadion: Oosterenk, Zwolle Toeschouwers: 5.450 Scheidsrechter: Herman van Dijk |
| 20 mei 2000 19:30 |                     |       |                            | Stadion: Oosterenk, Zwolle Toeschouwers: 5.450 Scheidsrechter: Herman van Dijk |
|                   |                     |       |                            |                                                                                |

## Speelronde 3

### Groep A
|                   |                                                                                      |       |       |                                                                                  |
| 24 mei 2000 19:30 | FC Groningen                                                                         | 5 – 0 | Emmen | Stadion: Oosterpark, Groningen Toeschouwers: 12.500 Scheidsrechter: René Temmink |
| 24 mei 2000 19:30 | Gregoor van Dijk 30' Hans Visser 61', 67' Martin Drent 71' Melchior Schoenmakers 89' |       |       | Stadion: Oosterpark, Groningen Toeschouwers: 12.500 Scheidsrechter: René Temmink |
| 24 mei 2000 19:30 |                                                                                      |       |       | Stadion: Oosterpark, Groningen Toeschouwers: 12.500 Scheidsrechter: René Temmink |
| 24 mei 2000 19:30 |                                                                                      |       |       | Stadion: Oosterpark, Groningen Toeschouwers: 12.500 Scheidsrechter: René Temmink |
|                   |                                                                                      |       |       |                                                                                  |

|                   |                                                      |       |                     |                                                                                 |
| 24 mei 2000 19:30 | Heracles Almelo                                      | 3 – 1 | MVV                 | Stadion: Polman Stadion, Almelo Toeschouwers: 4.380 Scheidsrechter: Ruud Bossen |
| 24 mei 2000 19:30 | Arjan Vermeulen 26' Erwin Looms 38' Rik Platvoet 45' |       | 19' Joey Guðjónsson | Stadion: Polman Stadion, Almelo Toeschouwers: 4.380 Scheidsrechter: Ruud Bossen |
| 24 mei 2000 19:30 |                                                      |       |                     | Stadion: Polman Stadion, Almelo Toeschouwers: 4.380 Scheidsrechter: Ruud Bossen |
| 24 mei 2000 19:30 |                                                      |       |                     | Stadion: Polman Stadion, Almelo Toeschouwers: 4.380 Scheidsrechter: Ruud Bossen |
|                   |                                                      |       |                     |                                                                                 |

### Groep B
|                   |                                      |       |                    |                                                                                   |
| 23 mei 2000 19:30 | RBC Roosendaal                       | 2 – 0 | Cambuur Leeuwarden | Stadion: De Luiten, Roosendaal Toeschouwers: 4.500 Scheidsrechter: Jaap Uilenberg |
| 23 mei 2000 19:30 | Iwan Redan 70' John van Loenhout 77' |       |                    | Stadion: De Luiten, Roosendaal Toeschouwers: 4.500 Scheidsrechter: Jaap Uilenberg |
| 23 mei 2000 19:30 |                                      |       |                    | Stadion: De Luiten, Roosendaal Toeschouwers: 4.500 Scheidsrechter: Jaap Uilenberg |
| 23 mei 2000 19:30 |                                      |       |                    | Stadion: De Luiten, Roosendaal Toeschouwers: 4.500 Scheidsrechter: Jaap Uilenberg |
|                   |                                      |       |                    |                                                                                   |

|                   |                                                                         |       |                                    |                                                                                |
| 23 mei 2000 19:30 | FC Zwolle                                                               | 4 – 2 | Excelsior                          | Stadion: Oosterenk, Zwolle Toeschouwers: 4.950 Scheidsrechter: Jack van Hulten |
| 23 mei 2000 19:30 | Dirk Jan Derksen 39', 45' Claus Boekweg 80' (pen.) Arjan Bosschaart 82' |       | 15' Brian Pinas 76' David Connolly | Stadion: Oosterenk, Zwolle Toeschouwers: 4.950 Scheidsrechter: Jack van Hulten |
| 23 mei 2000 19:30 |                                                                         |       |                                    | Stadion: Oosterenk, Zwolle Toeschouwers: 4.950 Scheidsrechter: Jack van Hulten |
| 23 mei 2000 19:30 |                                                                         |       |                                    | Stadion: Oosterenk, Zwolle Toeschouwers: 4.950 Scheidsrechter: Jack van Hulten |
|                   |                                                                         |       |                                    |                                                                                |

## Speelronde 4

### Groep A
|                   |       |                      |              |                                                                              |
| 28 mei 2000 14:30 | Emmen | 0 – 1                | FC Groningen | Stadion: Meerdijk, Emmen Toeschouwers: 4.419 Scheidsrechter: Herman van Dijk |
| 28 mei 2000 14:30 |       | 48' Magnus Johansson |              | Stadion: Meerdijk, Emmen Toeschouwers: 4.419 Scheidsrechter: Herman van Dijk |
| 28 mei 2000 14:30 |       |                      |              | Stadion: Meerdijk, Emmen Toeschouwers: 4.419 Scheidsrechter: Herman van Dijk |
| 28 mei 2000 14:30 |       |                      |              | Stadion: Meerdijk, Emmen Toeschouwers: 4.419 Scheidsrechter: Herman van Dijk |
|                   |       |                      |              |                                                                              |

|                   |                                                                                     |       |                 |                                                                                      |
| 28 mei 2000 14:30 | MVV                                                                                 | 5 – 1 | Heracles Almelo | Stadion: De Geusselt, Maastricht Toeschouwers: 2.000 Scheidsrechter: Jack van Hulten |
| 28 mei 2000 14:30 | Joey Guðjónsson 45', 80' Erik Kortsjagin 63' Rob Nuyts 85' Robert van der Weert 86' |       | 70' Edwin Godee | Stadion: De Geusselt, Maastricht Toeschouwers: 2.000 Scheidsrechter: Jack van Hulten |
| 28 mei 2000 14:30 |                                                                                     |       |                 | Stadion: De Geusselt, Maastricht Toeschouwers: 2.000 Scheidsrechter: Jack van Hulten |
| 28 mei 2000 14:30 |                                                                                     |       |                 | Stadion: De Geusselt, Maastricht Toeschouwers: 2.000 Scheidsrechter: Jack van Hulten |
|                   |                                                                                     |       |                 |                                                                                      |

### Groep B
|                   |                     |       |                       |                                                                                       |
| 26 mei 2000 19:30 | Cambuur Leeuwarden  | 1 – 1 | RBC Roosendaal        | Stadion: Cambuurstadion, Leeuwarden Toeschouwers: 6.500 Scheidsrechter: Roelof Luinge |
| 26 mei 2000 19:30 | Maickel Ferrier 90' |       | 13' Martijn van Galen | Stadion: Cambuurstadion, Leeuwarden Toeschouwers: 6.500 Scheidsrechter: Roelof Luinge |
| 26 mei 2000 19:30 |                     |       |                       | Stadion: Cambuurstadion, Leeuwarden Toeschouwers: 6.500 Scheidsrechter: Roelof Luinge |
| 26 mei 2000 19:30 |                     |       |                       | Stadion: Cambuurstadion, Leeuwarden Toeschouwers: 6.500 Scheidsrechter: Roelof Luinge |
|                   |                     |       |                       |                                                                                       |

|                   |                                            |       |                   |                                                                                   |
| 26 mei 2000 19:30 | Excelsior                                  | 2 – 1 | FC Zwolle         | Stadion: Woudestein, Rotterdam Toeschouwers: 2.243 Scheidsrechter: Jaap Uilenberg |
| 26 mei 2000 19:30 | Geert den Ouden 78' Sjaak Polak 81' (pen.) |       | 55' Claus Boekweg | Stadion: Woudestein, Rotterdam Toeschouwers: 2.243 Scheidsrechter: Jaap Uilenberg |
| 26 mei 2000 19:30 |                                            |       |                   | Stadion: Woudestein, Rotterdam Toeschouwers: 2.243 Scheidsrechter: Jaap Uilenberg |
| 26 mei 2000 19:30 |                                            |       |                   | Stadion: Woudestein, Rotterdam Toeschouwers: 2.243 Scheidsrechter: Jaap Uilenberg |
|                   |                                            |       |                   |                                                                                   |

## Speelronde 5

### Groep A
|                   |                                           |       |                                                                           |                                                                                     |
| 31 mei 2000 20:00 | Heracles Almelo                           | 2 – 4 | FC Groningen                                                              | Stadion: Polman Stadion, Almelo Toeschouwers: 5.130 Scheidsrechter: Hennie de Graaf |
| 31 mei 2000 20:00 | Roy van der Mije 3' Edwin Godee 5' (pen.) |       | 6' Tony Alberda 23' Pascal Averdijk 74' Hans Visser 80' Ivar van Dinteren | Stadion: Polman Stadion, Almelo Toeschouwers: 5.130 Scheidsrechter: Hennie de Graaf |
| 31 mei 2000 20:00 |                                           |       |                                                                           | Stadion: Polman Stadion, Almelo Toeschouwers: 5.130 Scheidsrechter: Hennie de Graaf |
| 31 mei 2000 20:00 |                                           |       |                                                                           | Stadion: Polman Stadion, Almelo Toeschouwers: 5.130 Scheidsrechter: Hennie de Graaf |
|                   |                                           |       |                                                                           |                                                                                     |

|                   |     |                                                                   |       |                                                                                      |
| 31 mei 2000 19:30 | MVV | 0 – 3                                                             | Emmen | Stadion: De Geusselt, Maastricht Toeschouwers: 1.500 Scheidsrechter: Dick van Egmond |
| 31 mei 2000 19:30 |     | 66' (pen.) René Grummel 78' Jannes Wolters 86' Michel van Oostrum |       | Stadion: De Geusselt, Maastricht Toeschouwers: 1.500 Scheidsrechter: Dick van Egmond |
| 31 mei 2000 19:30 |     |                                                                   |       | Stadion: De Geusselt, Maastricht Toeschouwers: 1.500 Scheidsrechter: Dick van Egmond |
| 31 mei 2000 19:30 |     |                                                                   |       | Stadion: De Geusselt, Maastricht Toeschouwers: 1.500 Scheidsrechter: Dick van Egmond |
|                   |     |                                                                   |       |                                                                                      |

### Groep B
|                   |                                   |       |                                                              |                                                                                         |
| 30 mei 2000 19:30 | Cambuur Leeuwarden                | 2 – 3 | Excelsior                                                    | Stadion: Cambuurstadion, Leeuwarden Toeschouwers: 6.000 Scheidsrechter: Herman van Dijk |
| 30 mei 2000 19:30 | Rudy Mann 42' Maickel Ferrier 67' |       | 3' (pen.) Sjaak Polak 76' Patrick Mtiliga 90' David Connolly | Stadion: Cambuurstadion, Leeuwarden Toeschouwers: 6.000 Scheidsrechter: Herman van Dijk |
| 30 mei 2000 19:30 |                                   |       |                                                              | Stadion: Cambuurstadion, Leeuwarden Toeschouwers: 6.000 Scheidsrechter: Herman van Dijk |
| 30 mei 2000 19:30 |                                   |       |                                                              | Stadion: Cambuurstadion, Leeuwarden Toeschouwers: 6.000 Scheidsrechter: Herman van Dijk |
|                   |                                   |       |                                                              |                                                                                         |

|                   |                |                                        |           |                                                                                 |
| 30 mei 2000 19:30 | RBC Roosendaal | 0 – 2                                  | FC Zwolle | Stadion: De Luiten, Roosendaal Toeschouwers: 6.000 Scheidsrechter: René Temmink |
| 30 mei 2000 19:30 |                | 12' Arne Slot 89' (pen.) Claus Boekweg |           | Stadion: De Luiten, Roosendaal Toeschouwers: 6.000 Scheidsrechter: René Temmink |
| 30 mei 2000 19:30 |                |                                        |           | Stadion: De Luiten, Roosendaal Toeschouwers: 6.000 Scheidsrechter: René Temmink |
| 30 mei 2000 19:30 |                |                                        |           | Stadion: De Luiten, Roosendaal Toeschouwers: 6.000 Scheidsrechter: René Temmink |
|                   |                |                                        |           |                                                                                 |

## Speelronde 6

### Groep A
|                   |                                            |       |                     |                                                                           |
| 4 juni 2000 14:30 | Emmen                                      | 2 – 1 | Heracles Almelo     | Stadion: Meerdijk, Emmen Toeschouwers: 3.200 Scheidsrechter: Hugo Luijten |
| 4 juni 2000 14:30 | Michel van Oostrum 18' Berry Hoogeveen 80' |       | 72' Dennis te Braak | Stadion: Meerdijk, Emmen Toeschouwers: 3.200 Scheidsrechter: Hugo Luijten |
| 4 juni 2000 14:30 |                                            |       |                     | Stadion: Meerdijk, Emmen Toeschouwers: 3.200 Scheidsrechter: Hugo Luijten |
| 4 juni 2000 14:30 |                                            |       |                     | Stadion: Meerdijk, Emmen Toeschouwers: 3.200 Scheidsrechter: Hugo Luijten |
|                   |                                            |       |                     |                                                                           |

|                   |                             |       |                                    |                                                                                     |
| 4 juni 2000 14:30 | FC Groningen                | 1 – 2 | MVV                                | Stadion: Oosterpark, Groningen Toeschouwers: 11.412 Scheidsrechter: Ad van Meerkerk |
| 4 juni 2000 14:30 | Gregoor van Dijk 77' (pen.) |       | 73' Rodney Falix 90' Bobby Kociski | Stadion: Oosterpark, Groningen Toeschouwers: 11.412 Scheidsrechter: Ad van Meerkerk |
| 4 juni 2000 14:30 |                             |       |                                    | Stadion: Oosterpark, Groningen Toeschouwers: 11.412 Scheidsrechter: Ad van Meerkerk |
| 4 juni 2000 14:30 |                             |       |                                    | Stadion: Oosterpark, Groningen Toeschouwers: 11.412 Scheidsrechter: Ad van Meerkerk |
|                   |                             |       |                                    |                                                                                     |

### Groep B
|                   |                                        |       |                                                                    |                                                                                  |
| 3 juni 2000 19:30 | Excelsior                              | 2 – 4 | RBC Roosendaal                                                     | Stadion: Woudestein, Rotterdam Toeschouwers: 3.000 Scheidsrechter: Roelof Luinge |
| 3 juni 2000 19:30 | Patrick Mtiliga 20' David Connolly 85' |       | 42', 45' John van Loenhout 59' Martijn van Galen 61' Damien Hertog | Stadion: Woudestein, Rotterdam Toeschouwers: 3.000 Scheidsrechter: Roelof Luinge |
| 3 juni 2000 19:30 |                                        |       |                                                                    | Stadion: Woudestein, Rotterdam Toeschouwers: 3.000 Scheidsrechter: Roelof Luinge |
| 3 juni 2000 19:30 |                                        |       |                                                                    | Stadion: Woudestein, Rotterdam Toeschouwers: 3.000 Scheidsrechter: Roelof Luinge |
|                   |                                        |       |                                                                    |                                                                                  |

|                   | |       |                    |                                                                                |
| 3 juni 2000 19:30 | FC Zwolle | 5 – 0 | Cambuur Leeuwarden | Stadion: Oosterenk, Zwolle Toeschouwers: 6.800 Scheidsrechter: Jack van Hulten |
| 3 juni 2000 19:30 | Claus Boekweg 18' Dirk Jan Derksen 31' Geert Jelle de Vries 53' (e.d.) Gerald van den Belt 75' Henk van Steeg 90' |       |                    | Stadion: Oosterenk, Zwolle Toeschouwers: 6.800 Scheidsrechter: Jack van Hulten |
| 3 juni 2000 19:30 | |       |                    | Stadion: Oosterenk, Zwolle Toeschouwers: 6.800 Scheidsrechter: Jack van Hulten |
| 3 juni 2000 19:30 | |       |                    | Stadion: Oosterenk, Zwolle Toeschouwers: 6.800 Scheidsrechter: Jack van Hulten |
|                   | |       |                    |                                                                                |

## Voetnoten
ADO Den Haag ·
Dordrecht '90 ·
Eindhoven ·
Emmen ·
Excelsior ·
Go Ahead Eagles ·
FC Groningen ·
Haarlem ·
Helmond Sport ·
Heracles Almelo ·
NAC ·
RBC Roosendaal ·
Telstar ·
TOP Oss ·
BV Veendam ·
FC Volendam ·
VVV ·
FC Zwolle
Eredivisie

1960 · 1975 · 1987 · 1988
Eerste divisie

1973 · 1974 · 1975 · 1976 · 1977 · 1978 · 1979 · 1980 · 1981 · 1982 · 1983 · 1984 · 1985 · 1986 · 1987 · 1988 · 1989 · 1990 · 1991 · 1992 · 1993 · 1994 · 1995 · 1996 · 1997 · 1998 · 1999 · 2000 · 2001 · 2002 · 2003 · 2004 · 2005

Vanaf 2006 staan alle competities op 1 pagina.

2006 · 2007 · 2008 · 2009 · 2010 · 2011 · 2012 · 2013 · 2014 · 2015 · 2016 · 2017 · 2018 · 2019 · 2020 · 2021 · 2022 · 2023 · 2024